# جرمی هاک
جرمی هاک (انگلیسی: Jeremy Hawk؛ ‏ ۲۰ مهٔ ۱۹۱۸ – ۱۵ ژانویهٔ ۲۰۰۲) کمدین و بازیگر اهل بریتانیا بود.
از فیلم‌ها یا مجموعه‌های تلویزیونی که وی در آن‌ها نقش داشته‌است، می‌توان به پوآرو، الیزابت، اسکیمو نل، ۳۹ پله و پیه‌اش را به تنت بمال اشاره نمود.